# Montes Claros
Montes Claros ['montis 'klarus] (deutsch etwa helles Gebirge, amtlich portugiesisch Município de Montes Claros) ist eine Stadt im brasilianischen Bundesstaat Minas Gerais. Im Jahr 2010 lebten in Montes Claros 361.915 Menschen auf 3594,1 Quadratkilometern. Die Stadt ist ein wichtiges Wirtschafts-, Industrie- und Kulturzentrum sowie Verkehrsknotenpunkt des Bundesstaates. Die Bevölkerungszahl wurde zum 1. Juli 2021 auf 417.478 Einwohner auf einer korrigierten Gemeindefläche von rund 3590 Quadratkilometern geschätzt.

## Geographie

### Geographische Lage
Montes Claros liegt im Osten Brasiliens und ist etwa 600 Kilometer vom Atlantischen Ozean entfernt. Die Stadt befindet sich etwa 418 Kilometer nördlich von der Hauptstadt des Bundesstaates Minas Gerais Belo Horizonte und 694 Kilometer östlich von der Landeshauptstadt Brasília.
Montes Claros liegt im Brasilianischen Bergland und am Fuße des Serra do Espinhaço, durchschnittlich 655,21 Meter über dem Meeresspiegel. Die Stadtregion hat eine Fläche von 3594,1 Quadratkilometern. Das Stadtgebiet ist nur 38,7 Quadratkilometern groß, während die restlichen 3555,4 Quadratkilometern eher ländlicher Raum sind.

### Geologie
Der Boden in Montes Claros besteht größtenteils aus Schluff-, Schiefer- und Kalkstein. Außerdem findet man noch Phyllit, Calcit, Galenit, Eisenerz, Kaliumnitrat, Quarz und alluviales Gold vor. Insgesamt ist das Gebiet sehr uneben: 60 % des Stadtgebietes sind leicht hügelig, 10 % sind bergig und nur die restlichen 30 % sind flache Bereiche. Die höchste Erhebung ist der Morro Vermelho mit einer Höhe von 1075 Meter. Der niedrigste Punkt in Montes Claros liegt an der Mündung des Flusses Ribeirão do Ouro. Des Weiteren gibt es in Montes Claros noch die Flüsse Rio Verde Grande, Rio Pacuí, Rio Vieira, Rio Credo und Rio São Lamberto. Außerdem liegt die Stadt im Becken des Rio São Francisco. In der ganzen Stadt gibt es mehrere Seen, der Lago da Pampulha bildet jedoch eine Ausnahme, da er im Nordosten des Stadtgebietes liegt, inmitten des Häusermeeres.

### Stadtgliederung
Nach einigen territoriale Verlusten ist Montes Claros seit den 1980er Jahren in neun Stadtteile (distritos) gegliedert. Die Stadtbezirke von Montes Claros sind: Aparecida do Mundo Novo, Ermidinha, Miralta, Nova Esperança, Panorâmica, Santa Rosa de Lima, São João da Vereda, São Pedro de Garça und Vila Nova de Minas.

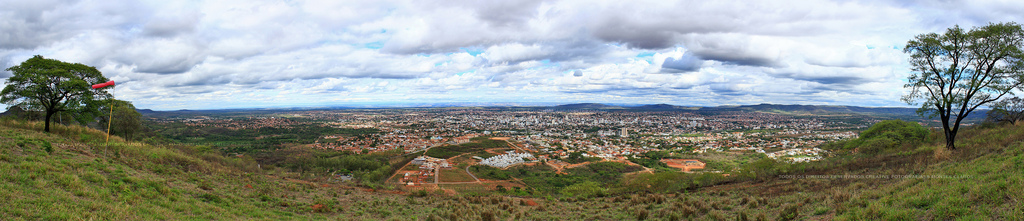
Panorama von Montes Claros

### Klima
Montes Claros befindet sich in der tropischen Klimazone. Vorherrschender Vegetationstyp ist die Savanne und der tropische Trockenwald.
Die Jahresdurchschnittstemperatur beträgt in Montes Claros 24,2 °C. Die Temperaturen sind im ganzen Jahr sehr hoch und liegen immer zwischen 20 und 24 °C im Mittel. Die wärmsten Monate sind die Monate Oktober bis März mit durchschnittlich 24 °C im Mittel, der kälteste Monat ist der Juli mit 20 °C im Mittel.
Die jährliche Niederschlagsmenge beträgt 1085 Millimeter im Mittel. Vor allem in den sommerlichen Monaten (Oktober bis März) ist ausreichend Niederschlag (100 mm–250 mm) vorhanden, während die winterlichen Monate (April bis September) sehr trocken sind (0 mm–40 mm). Der meiste Niederschlag fällt in den Monaten November bis Januar mit 193 bis 236 Millimetern im Durchschnitt, der wenigste von Juni bis August mit 5 bis 8 Millimetern im Mittel.
|                       | Jan   | Feb   | Mär   | Apr  | Mai  | Jun  | Jul  | Aug  | Sep  | Okt   | Nov   | Dez   |   |      |
| Mittl. Tagesmax. (°C) | 29,0  | 30,0  | 30,0  | 29,0 | 28,0 | 28,0 | 27,0 | 29,0 | 30,0 | 30,0  | 29,0  | 28,0  | ⌀ | 28,9 |
| Mittl. Tagesmin. (°C) | 18,0  | 19,0  | 18,0  | 17,0 | 15,0 | 13,0 | 12,0 | 13,0 | 16,0 | 18,0  | 19,0  | 19,0  | ⌀ | 16,4 |
|                       |       |       |       |      |      |      |      |      |      |       |       |       |   |      |
| Niederschlag (mm)     | 193,0 | 117,0 | 124,0 | 41,0 | 15,0 | 5,0  | 3,0  | 8,0  | 20,0 | 112,0 | 211,0 | 236,0 | Σ | 1085 |

| 18,0 |

| 19,0 |

| 18,0 |

| 17,0 |

| 15,0 |

| 13,0 |

| 12,0 |

| 13,0 |

| 16,0 |

| 18,0 |

| 19,0 |

| 19,0 |

| 18,0 |

| 19,0 |

| 18,0 |

| 17,0 |

| 15,0 |

| 13,0 |

| 12,0 |

| 13,0 |

| 16,0 |

| 18,0 |

| 19,0 |

| 19,0 |

## Geschichte

### Ursprung
Das aktuelle Gebiet der Stadt Montes Claros war bis in die 1760er Jahre größtenteils nur von den Indianern der Tapuias und Anais bewohnt. Um das Jahr 1768 erkundete die Expedition die Espinosa, bestehend aus 12 spanischen und portugiesischen Entdeckern, die Region. Sie waren auf der Suche nach Edelsteinen und drangen daher in das Hinterland von Minas de Ouro und Norte da Capitania de São Paulo. Der als „Gouverneur der Smaragde“ (governador das esmeraldas) betitelte Fernão Dias organisierte eine Truppe Bandeirantes, um die Region zu erobern.
Schon einige Jahre vorher, Anfang des 18. Jahrhunderts, waren die Entdecker Antônio Gonçalves Figueira und Matias Cardoso de Almeida mit dem Fluss Rio Paraopeba ins Hinterland vorgestoßen. Die Entdecker kamen im Gebiet von Montes Claros zwei Jahre später an. Dort bauten sie mehrere Farmen, an dessen Orte später größere Dörfer wuchsen, jagten die Indianer fort und erkundeten den Reichtum der Region. Per Dekret vom 12. April 1707 erhielt Antonio Goncalves Figueira das Gebiet des Landguts Montes Claros. Es war eine Meile breit, drei Meilen lang und eines von drei Landgütern in der Gegend. Es lag im Quellgebiet des Rio Verde Grande, am linken Flussufer. Formiga war die zweite Ortschaft des Landguts Montes Claros. Gonçalves Figueira baute Straßen nach Tranqueiras in Bahia, um den Viehmarkt zu erreichen und zum Rio São Francisco. Um den Viehhandel noch auszuweiten, wurden weitere Verbindungen zum Rio das Velhas und nach Pitangui e Serro gebaut. Das Gebiet wurde in den folgenden Jahren immer weiter besiedelt, und es entstanden neue Lager und Ortschaften.

### Vila de Montes Claros de Formigas
Anfang des 19. Jahrhunderts waren die Ortschaften schon sehr weit gewachsen und Montes Claros war zum wichtigsten Handelspunkt im Norden von Minas Gerais geworden. 124 Jahre nach Erlangung des Landguts Montes Claros durch Antônio Gonçalves Figueira hatten sich die Ortschaften weit genug entwickelt, um unabhängig zu werden. Am 18. Oktober 1831 wurden das Dorf durch die Politiker per Gesetz zu einer Kleinstadt erhoben und erhielt den Namen Vila de Montes Claros de Formigas. Neue Gebäude wurden errichtet und auch die medizinische Versorgung wurde durch neue Arztpraxen verbessert.

### Gründung und Entwicklung von Montes Claros
Im Jahr 1857 hatte Vila de Montes Claros de Formigas knapp über 2000 Einwohner. Am 3. Juli 1857 bekam die Stadt dann das Stadtrecht und wurde in Montes Claros umbenannt. Am 7. Dezember 1858 trat der neue Stadtrat sein Amt an. Jedoch blieb in den nächsten Jahren für eine lange Zeit das Aussehen der Stadt fast gleich, da die Entwicklung der Stadt langsamer als im übrigen Land war. Dies lag zum großen Teil an den alten Transportmitteln und den alten Verkehrswegen. Zur Verfügung standen Pferde, Ochsenkarren und Esel, und die Straßen waren eng und staubig.
In den folgenden Jahren wurde daher in die kommunale städtische Infrastruktur investiert. Im Jahr 1871 wurde das Hospital de Caridade erbaut, später bekannt als Santa Casa de Caridade. Am 2. Februar 1880 wurde die Escola Normal de Montes Claros eröffnet. Am 24. Februar 1884 wurde die erste Ausgabe der Wochenzeitung Correio do Norte veröffentlicht. Am 14. September 1886 war der Tag der Eröffnung der Capela de Santa Cruz, heute bekannt als Capela do Morrinho. Und am 27. Oktober 1892 wurde schließlich die erste Telegraphenlinie der Stadt eröffnet.
Mit der Fertigstellung der ersten Textilfabrik im Jahr 1882 kam die Industrie nach Montes Claros, doch am 25. Juli 1889 wurde diese Fabrik von einem großen Brand zerstört. Der Handel wurde durch den Bau der Mercado Municipal gefördert, die am 3. September 1899 eingeweiht wurde.

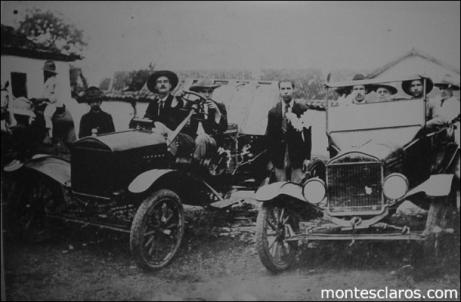
Das erste Auto von Montes Claros

Die wichtigsten Ereignisse in der Stadt während des 20. Jahrhunderts waren die Anbindung der Stadt an das Stromnetz am 20. Januar 1917, die Ankunft des ersten Automobils am 10. November 1920, die Anbindung der komplette Stadt an die Trinkwasserleitungen am 18. Dezember 1938 und die Anbindung ans Telefonnetz am 30. Juni 1956.
Im Laufe der Zeit wurde das Gebiet der Stadt Montes Claros immer wieder umformiert und erlitt dabei territoriale Verluste.

## Bevölkerung

### Einwohnerentwicklung
Durch den ab den 1960er Jahren beginnenden Prozess der Industrialisierung in Montes Claros wurde die Stadt zu einem Mittelpunkt intensiver Migrationsströme. Weitere Faktoren waren neben der industriellen Aktivität auch steuerliche und finanzielle Anreize des Staates und die Förderung durch die SUDENE. Die Zuwanderung führte auch zur Zersiedelung der Landschaft. Somit führte der schnelle Prozess der Urbanisierung und der Mangel an Planung in mehreren Gebieten zu einer starken Armut.
Im Laufe der Zeit wurden weitere Verbesserungen vorgenommen, was die Armutsquote verringerte. Im Jahr 1970 wurden 74,79 Prozent der Bevölkerung als arm eingestuft, während es im Jahr 2001 nur noch 33,17 Prozent waren. Heute ist die Vorherrschaft des ländlichen Gebietes durch die Vorherrschaft des städtischen Gebietes ersetzt worden. Aufgrund des Anstiegs der produktiven Tätigkeiten in der Stadt (Industrie, Handel und Dienstleistungen) und die Zunahme der Nachfrage nach Wohnungen durch die hohe Bevölkerungsdichte wird die Stadt immer weiter erweitert und die Grenzen zwischen Stadt und Land sind nicht mehr klar sichtbar. Insgesamt hat in den letzten Jahren die ländliche Bevölkerung abgenommen, während die Gesamtbevölkerung weiter angestiegen ist.
| Jahr/Datum | Einwohner (Stadt) | Einwohner (Land) | Einwohner (Gesamt) |
| ---------- | ----------------- | ---------------- | ------------------ |
| 1960       | 43.097            | 59.020           | 102.117            |
| 1970       | 85.154            | 31.332           | 116.486            |
| 1980       | 155.483           | 22.075           | 177.558            |
| 1990       | 250.573           | 30.969           | 281.542            |
| 2000       | 289.183           | 17.764           | 306.947            |
| 2010       |                   |                  | 361.915            |
| 2019       |                   |                  | 409.341            |
| 2021       |                   |                  | 417.478            |

### Religion
Nach den Daten der Volkszählung 2000 durch das IBGE lautet die Religionsverteilung der Bevölkerung folgendermaßen: 77,13 % sind römisch-katholisch, 15,58 % sind Protestanten, 4,02 % sind Menschen ohne Religionsangehörigkeit, 0,66 % sind Spiritisten und 2,61 % gehören einer anderen Religion an. Montes Claros gehört zum Erzbistum Montes Claros, das am 10. Dezember 1910 durch Papst Pius X. errichtet wurde.

## Politik

### Stadtregierung
Die Stadtregierung ist unterteilt in Legislative und Exekutive.
Die Exekutive bildet in Montes Claros der Bürgermeister, welcher in der Regel für vier Jahre gewählt wird. Der erste Bürgermeister der Stadt war 1832 José Pinheiro Neves. Insgesamt gab es bis heute 46 Bürgermeister. Im Jahr 2009 gewann der Kandidat der Partido do Movimento Democrático Brasileiro Luiz Tadeu Leite die Kommunalwahl und ist nun zum dritten Mal nach den Amtszeiten von 1983 bis 1988 und 1993 bis 1996 Bürgermeister der Stadt. Er wurde mit 96.374 Stimmen (52,58 % der gültigen Stimmen) im zweiten Wahlgang gewählt, da er im ersten Wahlgang nicht die nötige Mehrheit von mehr als 50 % der Stimmen erreicht hatte. Er löste den ehemaligen Bürgermeister Athos Avelino Pereira der Partido Popular Socialista ab.
Bei den Kommunalwahlen in Brasilien 2020 wurde Humberto Souto für eine weitere Amtszeit von 2021 bis 2024 zum Stadtpräfekten wiedergewählt.
Die Legislative besteht aus einer Kammer mit 15 Sitzen und wird alle vier Jahre gewählt. Seit 2009 setzt sich die Kammer wie folgt zusammen: drei Sitze entfallen auf die Partido do Movimento Democrático Brasileiro, je zwei Sitze auf die Partido Popular Socialista und auf die Partido Democrático Trabalhista, und je ein Sitz entfällt auf weitere acht andere Parteien. Die Aufgaben der Kammer sind es, Gesetze zu initiieren und zu erlassen, die Verwaltung und Geschäftsleitung der Stadt, sowie die Finanzen zu kontrollieren.

### Wappen, Flagge und Hymne

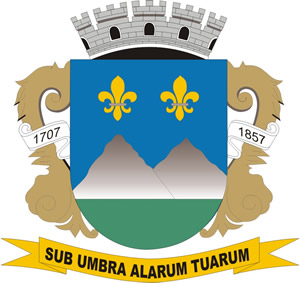
Wappen von Montes Claros

Flagge von Montes Claros

Das Wappen besteht aus einem portugiesischen Schild, was auf die Geschichte der Stadt zurückzuführen ist. Über dem Schild ist eine Krone in Form einer Mauer mit fünf Türmen zu erkennen, welches die Bestimmung der Stadt symbolisiert. Auf dem Schild sind eine grüne Weide und ein blauer Himmel, sowie zwei helle Berge zu sehen, welche den Namen der Stadt symbolisieren. Außerdem sind im Himmel zwei gelbe Blumenfiguren zu sehen, die für die Jungfrau Maria, das Symbol der unbefleckten Empfängnis und für Sankt Josef, den Schutzpatron der Stadt, stehen. Auf jeder Seite neben dem Schild steht je ein Datum: auf der linken Seite 1707, das Datum des ersten Fundamentes des Dorfes und auf der rechten Seite 1857, das Datum der Erhebung Montes Claros in den Rang einer Stadt. Unter dem Schild befindet sich in einem Banner der Vers sub umbra alarum tuarum (lat. für Unter dem Schatten Deiner Flügel; Psalm 17, 8).
Die Flagge von Montes Claros ging aus einem Wettbewerb hervor, an dem jeder teilnehmen konnte. Beurteilt wurden die Vorschläge von einem speziellen Komitee, das eigens für diesen Zweck geschaffen wurde. Die Flagge enthält die Farben Hellblau und Grün in Längsstreifen. Außerdem befindet sich in der Mitte ein etwas nach links verschobener gelber Kreis, in dem zwei weiße Bergspitzen zu sehen sind. Die Gewinnerflagge wurde als offizielles Symbol der Stadt durch das Dekret Nr. 564 am 18. November 1981 angenommen. Der Designer war Edgar Pereira Antunes. Die Farben der Flagge haben jeweils eine bestimmte Bedeutung: Hellblau symbolisiert den natürlichen, klaren, blauen Himmel der Wildnis und Grün die zahlreichen Weiden und die Viehwirtschaft. Der gelbe Kreis symbolisiert die Sonne und ihr helles Licht. Die weißen Bergspitzen sind ein Bezug auf den Stadtnamen.
Außerdem besitzt die Stadt eine Hymne. Den Text schrieb Yvone Silveira und die Musik stammte von Clarice Sarmento:
Nas manhãs gloriosas das Bandeiras,

Nascestes protegida pela Cruz,

Plantada pela fibra de Figueira,

Ao pé dos montes, refletindo luz.

No sertão ressequido das Gerais,

O pranto inaugural dos filhos teus

Rasgou teu solo, para nunca mais

Perderes lutas nem perderes Deus.

Salve, Montes Claros! És nortestrela!

Crescendo arrojada e altaneira,

História vais fluindo de bravuras

Com o orgulho de seres brasileira.

Tu és uma cidade consagrada

Pela vez dos teus bardos e cantores,

Que contelhas de ouro, na alvorada,

Semearam, exaltando os teus primores.

Os dois irmãos alertas, lucilantes

Louvam o teu progresso, tua grandeza,

E em sintonia, nos teus horizontes,

A Liberdade brilha em realeza.

Salve, Montes Claros! És nortestrela!

Crescendo arrojada e altaneira,

Histórias vais fluindo de bravuras

Com o orgulho de seres brasileira.

## Kultur und Sehenswürdigkeiten

### Theater
Für eine lange Zeit gab es in Montes Claros kein Theater, abgesehen von ein paar vereinzelten Auftritten der Colégio Imaculada Conceição. Heute jedoch kümmern sich einige Institutionen um den Bereich der darstellenden Künste in Montes Claros. So bieten die Conservatório Estadual de Música Lorenzo Fernandez (Staatliche Hochschule für Musik) und die Faculdade de Educação Artística (Fakultät für kulturelle Bildung), die zur UNIMONTES gehört, Kurse der darstellenden Künste für die Öffentlichkeit an und veranstalten mehrere Aufführungen im Jahr. Außerdem kämpfen diese Institutionen und einige engagierte Bürger für ein eigenes Theaterhaus und eine Organisation, die sich darum kümmert.

### Film
Eine der wichtigsten Veranstaltungen in Montes Claros ist das Festival de Cinema de Montes Claros (Filmfestspiele in Montes Claros). Es findet seit 2010 jedes Jahr im Mai statt. Dabei werden Filme von mehreren brasilianischen Regisseuren sowie besonders Filme von Regisseuren aus der nördlichen Region des Bundesstaates Minas Gerais vorgeführt. Gezeigt werden Kurz- und Spielfilme, aber auch besonders Kinderfilme. Außerdem werden mehrere Workshops zum Thema Kino angeboten. Am Ende wird der beste Film des Festivals von einer Jury ausgewählt und mit der Troféu Guimarães Rosa ausgezeichnet. Die Auszeichnung ist eine Hommage an den brasilianischen Schriftsteller João Guimarães Rosa, dessen Bücher für viele Filme eine Inspiration waren.

### Bauwerke

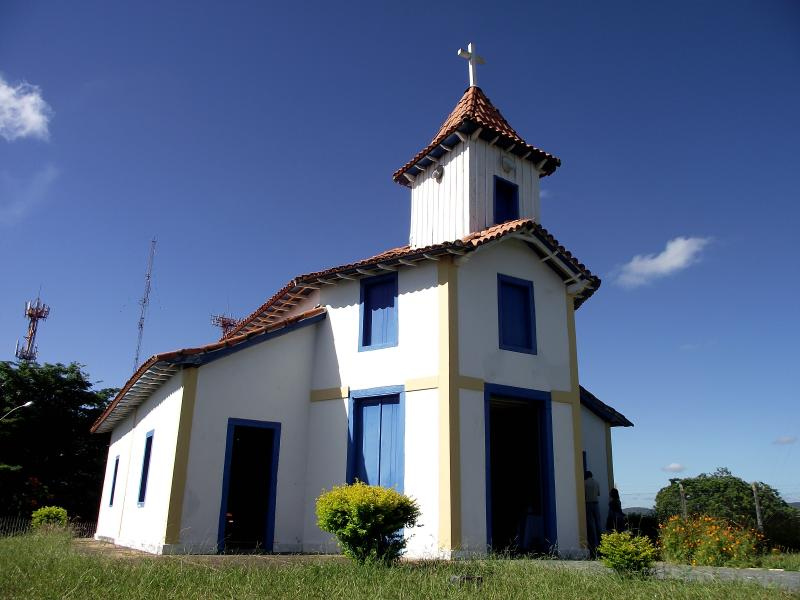
Igreja dos Morrinhos

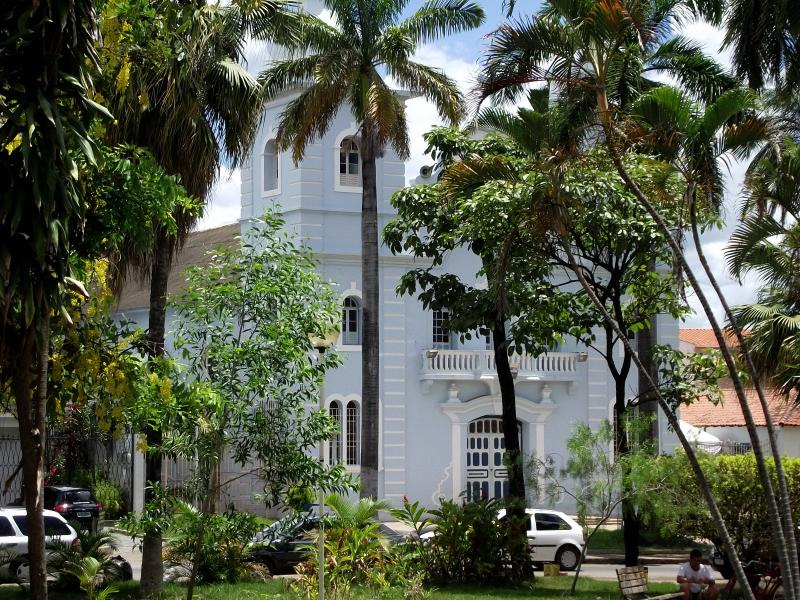
Igreja Matriz

Die wichtigsten und ältesten Bauwerke sind drei Kirchen. Die Catedral de Nossa Senhora Aparecida (Kathedrale der uns lieb erschienenen Frau) im Südwesten des Stadtgebietes, die Igreja dos Morrinhos im Stadtzentrum, sowie die Igreja Matriz (Hauptkirche).

### Natur
Montes Claros besitzt mehrere große Grünanlagen, Seen, Höhlen und archäologische Stätten.
Der Parque Municipal Milton Prates im Südwesten des Stadtgebietes verfügt über eine sehr große Grünfläche, einen See und liegt am Zoológico Municipal Montes Claros, dem Städtischen Zoo. Außerdem gibt es dort Sportanlagen und ein Bootsverleih. Der Parque da Sapucaia liegt etwa zwei Kilometer vom südlichen Stadtrand entfernt. Dort befindet er sich direkt am Fuße des Serra do Ibituruna. Dort gibt es ein Naturwaldreservat und das bergige Gelände ist ideal für Extremsportarten und fürs Wandern. Der Parque Guimarães Rosa liegt am südwestlichen Stadtrand und wurde am 7. August 1989 eröffnet. Der Park ist mit einer Fläche von 46,35 Hektar eine der größten Grünflächen der Stadtgemeinde. Der Park wurde angelegt, um den Mangel an Grünflächen in der Stadt zu minimieren, um den natürlichen Bedürfnissen der Bewohner gerecht zu werden, um die Flora und Fauna zu schützen und um eine Attraktion für den Tourismus zu schaffen.
Im Stadtgebiet von Montes Claros gibt es zudem noch viele Höhlen und Grotten, die besucht werden können. Die Lapa Encantada lockt die Besucher mit ihren wunderschönen Wasserfällen und mit ihren mehr als ein Kilometer langen unterirdischen Flüssen. Neben der Gruta do Engenho ist auch noch die Lapa Grande für Besucher geöffnet. Diese ist eine der größten Höhlen und liegt etwa zwölf Kilometer vom Stadtgebiet entfernt. Im Sedimentgestein dieser Höhle wurden Fossile von mehreren Tieren gefunden. Hier gibt es auch die wichtigste archäologische Stätte, den Complexo espeleológico da Lapa Grande. Insgesamt gibt es 164 archäologische Stätten in Montes Claros.

### Sport
Obwohl Fußball in Brasilien Nationalsport ist, gab es in Montes Claros lange Zeit keinen Verein, der in einer höheren Liga spielte. Erst im Jahr 1997 spielte der 1990 gegründete Montes Claros Futebol Clube in der Campeonato Mineiro. Nach der Saison 1998 stieg der Verein jedoch schon wieder ab und zog sich 2004 aus dem professionellen Fußball zurück. Erst im Jahr 2012 kehrte der Verein in die Campeonato Mineiro Segunda Divisão, die dritte Liga des Bundesstaates, zurück. In der Zwischenzeit war der 2007 gegründete Funorte Esporte Clube im Jahr 2008 in die Campeonato Mineiro II aufgestiegen und 2010 dann schließlich in die Campeonato Mineiro. In den Jahren 2011 und 2012 stieg der Verein jedoch zweimal ab und spielt 2013 daher auch in der Campeonato Mineiro Segunda Divisão. Für beide Vereine ist das Estádio José Maria de Melo im Nordwesten der Stadt mit einer Kapazität von 5.000 Zuschauern der Spielort.
Neben den Fußballvereinen gibt es in der Stadt noch einen Tennisklub, mehrere Leichtathletikvereine, sowie Country Clubs und Fitnessstudios. Insgesamt gibt es sieben Sportanlagen in Montes Claros, von denen fünf private und zwei öffentliche Anlagen sind.

### Regelmäßige Veranstaltungen
Um die lokale sozio-ökonomische Entwicklung zu verbessern, regte die Stadt an, gemeinsam mit örtlichen Unternehmen und Investoren, Festivals und Veranstaltungen zu planen und zu organisieren. Diese Veranstaltungen ziehen oft Besucher aus den umliegenden Ortschaften an. Deshalb benötigt die Stadt eine bessere Infrastruktur, was sich nicht nur positiv für die Touristen, sondern auch für die gesamte Stadtbevölkerung wäre. Während des dreitägigen Festivals Carnamontes kommen fast 200.000 Menschen aus allen Teilen des Landes nach Montes Claros. Folgende Aktivitäten finden während des ganzen Jahres statt:
- das Festival do Pequi im Januar
- die Carnamontes im Februar oder März
- das Festival Internacional de Danças Folclóricas (Internationales Festival der Volkstänze) im Mai
- das Festas Juninas (Fest des Junis mit Vereinen der Stadt) im Juni oder Juli
- die Exposição Agropecuária (die Landwirtschaftsausstellung im Parque de Exposição João Alencar Athayde) im Juli
- das Festa de Agosto (Fest des August mit Festzug auf der Praça da Matriz) im August
- die FENICS (Nationale Messe für Industrie, Handel und Dienstleistungen) im August
- die Psiu Poético (Literaturfestival) im Oktober.

## Wirtschaft und Infrastruktur

### Wirtschaft
Montes Claros ist derzeit das wichtigste wirtschaftliche Zentrum im Norden des Bundesstaates Minas Gerais. Durch die gute Verkehrssituation mit einer der wichtigsten Straßenkreuzung des Bundesstaates hat Montes Claros daher Konsumenten, die aus einem Umkreis von etwa 400 km kommen. Außerdem ist Montes Claros die am schnellsten wirtschaftlich wachsende Stadt im Norden des Bundesstaates und hat die Eigenschaften einer regionalen Metropole. Die Stadt hat eine Wachstumsrate von 2,2 % pro Jahr, ein BIP von 3.240.269 Brasilianischen Real (IBGE, 2007) und ein BIP pro Kopf von 9.195 Brasilianischen Real (IBGE, 2007).
| Jahr | BIP Primärer Sektor (R$) | BIP Sekundärer Sektor (R$) | BIP Tertiärer Sektor (R$) | BIP Gesamt (R$) |
| ---- | ------------------------ | -------------------------- | ------------------------- | --------------- |
| 1998 | 42.139                   | 694.884                    | 637.258                   | 1.374.281       |
| 1999 | 51.675                   | 570.606                    | 657.495                   | 1.279.776       |
| 2000 | 53.972                   | 679.249                    | 738.736                   | 1.471.957       |
| 2001 | 49.948                   | 679.732                    | 800.342                   | 1.530.022       |
| 2002 | 66.875                   | 718.227                    | 850.993                   | 1.636.095       |

Im primären Sektor liegt der Schwerpunkt der Unternehmen in der Viehzucht und der daraus resultierenden Milchproduktion. In der Landwirtschaft liegt der Schwerpunkt auf folgenden Produkten: Bohnen, Mais, Maniok, Baumwolle und Reis.
Der sekundären Sektor erlebte in den 1960er Jahren seinen Aufschwung. Begünstigt wurde dies durch die Anbindung an das Stromnetz des Energieunternehmens CEMIG im Jahr 1965 und durch die Regierungsagentur Superintendencia de Desarrollo del Nordeste (SUDENE), die zur Entwicklung strukturschwacher Regionen im Nordosten Brasiliens geschaffen wurde. Heute ist der sekundäre Sektor immer noch ein wichtiger ökonomischer Faktor in Montes Claros und viele Industrieunternehmen haben sich in der Stadt angesiedelt. Unter ihnen sind der größte Lebensmittelkonzern Nestlé, der die größte Fabrik der Welt für Kondensmilchherstellung in Montes Claros angesiedelt hat, das Pharmaunternehmen Novo Nordisk, das in der Stadt eine der drei größten Fabriken für Insulin in Lateinamerika betreibt, der Textilhersteller COTENOR, der derzeit in Montes Claros eine der modernsten Textilfabriken in Lateinamerika besitzt, und das Baustoffunternehmen Lafarge betreibt in der Stadt das fünftgrößte Zementwerk in Brasilien.

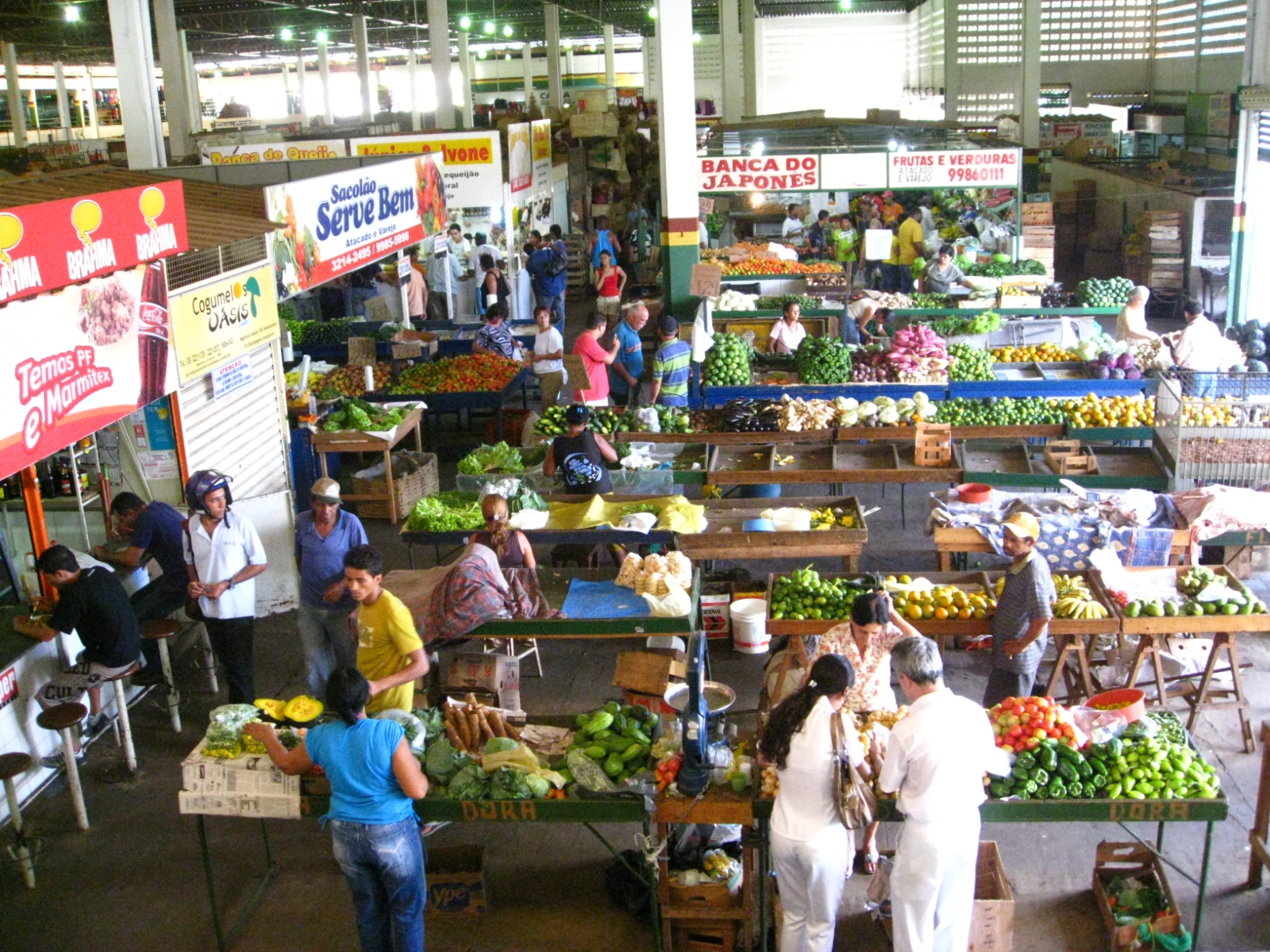
Innenansicht des Einkaufszentrum Mercado Municipal

Der tertiäre Sektor beschränkt sich in Montes Claros vor allem auf den Handel, aber auch auf andere Dienstleistung. Die Stadt besitzt viele Einkaufszentren. Schon im Jahr 1899 wurde das Mercado Municipal de Montes Claros eröffnet, am 8. November 1997 das Montes Claros Shopping, 2003 das Shopping Popular Mário Ribeiro und am 18. März 2009 das Ibituruna Center.
| Sektor            | Erwerbstätige |
| ----------------- | ------------- |
| Primärer Sektor   | 8.859         |
| Sekundärer Sektor | 27.527        |
| Tertiärer Sektor  | 82.011        |
| Gesamt            | 118.397       |

### Verkehr
Montes Claros ist ein wichtiger Verkehrsknotenpunkt mit einem Flughafen, Eisenbahnlinien und Bundesstraßen.
Im Jahr 1926 bekam Montes Claros Anschluss an die Eisenbahn. Durch die Fertigstellung des Ramal de Montes Claros bekam man Anschluss an die EFCB - Linha do Centro, der Eisenbahngesellschaft Estrada de Ferro Central do Brasil. Später gehörte der Streckenteil sogar zur Hauptstrecke der Bahnlinie. Somit bestand eine direkte Verbindung nach Rio de Janeiro und Monte Azul, wo man Anschluss an das Streckennetz der Bahngesellschaft VFFLB - V. F. Leste Brasileiro hatte, die von São Paulo kommend Eisenbahnlinien bis nach Salvador da Bahia im Bundesstaat Bahia unterhielten. Der Personenverkehr wurde auf der Linie 1969 schon wieder eingestellt. Nur auf dem Teilstück von Montes Claros bis Monte Azul waren noch bis 1996 Personenzüge unterwegs. Danach wurde auch dieser Service eingestellt. Heute wird die Strecke noch für den Güterverkehr genutzt.
Die Stadt besitzt einen Flughafen, den Aeroporto de Monte Claros-Mário Ribeiro, der am 18. Dezember 1939 eröffnet wurde. Er liegt am nordöstlichen Stadtrand. Im Jahr 2011 wurden auf dem Flughafen 224.660 Fluggäste und 9.394 Flugzeuge abgefertigt.
Die Stadt verfügt über sehr gute Anbindungen an vier Bundesstraßen: die BR-122, BR-135, BR-251 und BR-365. Die BR-122 erstreckt sich von Montes Claros bis in den äußersten Norden nach Fortaleza, Hauptstadt des Bundesstaates Ceará. Auch die BR-135 verbindet Montes Claros mit dem äußersten Norden, nämlich mit São Luís, Hauptstadt des Bundesstaates Maranhão. Die BR-251 ist eine Ost-West-Verbindung, die Montes Claros sowohl mit dem Bundesstaat Bahia als auch mit Mato Grosso verbindet. Die BR-365 verbindet die Stadt mit Uberlândia.
Außerdem gibt es in Montes Claros ein großes System an Linienbussen, das täglich mehrere tausend Menschen befördert.

### Medien
Drei Zeitungen haben ihren Sitz in Montes Claros: Jornal O Norte de Minas, Gazeta Norte Mineira und Sucursais do Hoje em Dia e do Estado de Minas. Sie berichten täglich über Politik, Soziales und Anderes in Montes Claros und Minas Gerais.
Anfang der 1940er Jahre ergriff der Journalist Jair de Oliveira die Initiative, um eine Radiostation aufzubauen. Am 9. Mai 1944 wurde dann offiziell der Sender Rádio ZYD-7 eingeweiht. Dieser Sender, später umbenannt in Rádio Sociedade do Norte de Minas, wurde einer der bedeutendsten Sender in Montes Claros, vor allem für die lokalen Künstler. Seit 1. Juli 1995 ist der Sender Teil der Stiftung Fundação José de Paiva Netto. Derzeit sind zehn Radioprogramme in Montes Claros frei empfangbar.
Der in Montes Claros ansässige Fernsehsender InterTV Grande Minas wurde am 25. September 1972 unter dem Namen TV Montes Claros gegründet und besitzt heute noch drei Zweigniederlassung in Teófilo Otoni, Curvelo und Unaí. Er ist verantwortlich für die Produktion zweier täglicher Nachrichtensendungen (MGTV 1a und MGTV 2a) und für ein wöchentlich ein Mal erscheinendes Programm (O Grande Minas Rural).

### Bildung
Eine der wichtigsten Bildungseinrichtung in der Vergangenheit in Montes Claros und eine der ersten Einrichtungen war das Colégio Imaculada Conceição. Es besteht bis zum heutigen Tag und wurde am 14. Juni 1907 gegründet.
Heute wird die Bildung über öffentliche und auch über private Institutionen vermittelt. Gegliedert wird die Bildung in die Bereiche der Vor- und Grundschule, Sekundarschule (Mittel- und höhere Schule) sowie die Universität.
In Montes Claros gibt es Vorschulen in 37 städtischen Einrichtungen. Sie werden Centros Municipais de Educação Infantil (CEMEIs) genannt. Derzeit werden 11.095 Kinder im Alter zwischen 2 und 5 unterrichtet, wobei die große Nachfrage im Bereich von 2 bis 4 Jahren vorherrscht. Die Einrichtungen sollen einen Beitrag zur Umsetzung einer qualitativ hochwertigen Bildung leisten.
In Montes Claros gibt es 26 kleinere Schulen in den ländlichen Gebieten und 23 städtischen Schulen. Die Schulen unterteilen sich in Grundschulen und Gymnasien.
Für Studenten beherbergt Montes Claros zwei öffentliche Universitäten und 13 private Hochschulen. Die öffentlichen Universitäten sind die Universidade Estadual de Montes Claros (UNIMONTES) und die Universidade Federal de Minas Gerais (UFMG), mit dem Instituto de Ciências Agrárias (Institut für Agrarwissenschaften, ICA). Insgesamt bieten die Hochschulen 50 verschiedene Kurse in verschiedenen Bereichen an. Zurzeit gibt es etwa 30.000 Studenten.

## Söhne und Töchter der Stadt
- Geraldo Majela de Castro (1930–2015), brasilianischer Erzbischof des Erzbistums Montes Claros
- Cármen Lúcia Antunes Rocha (* 1954), brasilianische Juristin, Richterin am Obersten Bundesgerichtshof
- Antônio Bento dos Santos (* 1971), brasilianischer Fußballspieler
- Batata (* 1979), brasilianisch-polnischer Fußballspieler
- Túlio de Melo (* 1985), brasilianischer Fußballspieler
- Barbara Fialho (* 1987), brasilianisches Model
- Hugo Ragelli (* 1995), brasilianischer Fußballspieler

## Galerie

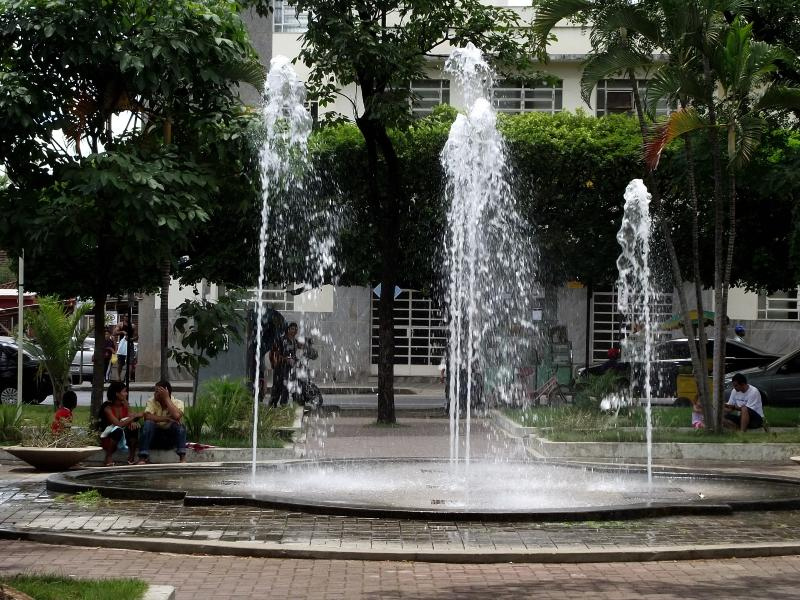
Praça da Matriz
Praça da Matriz nachts
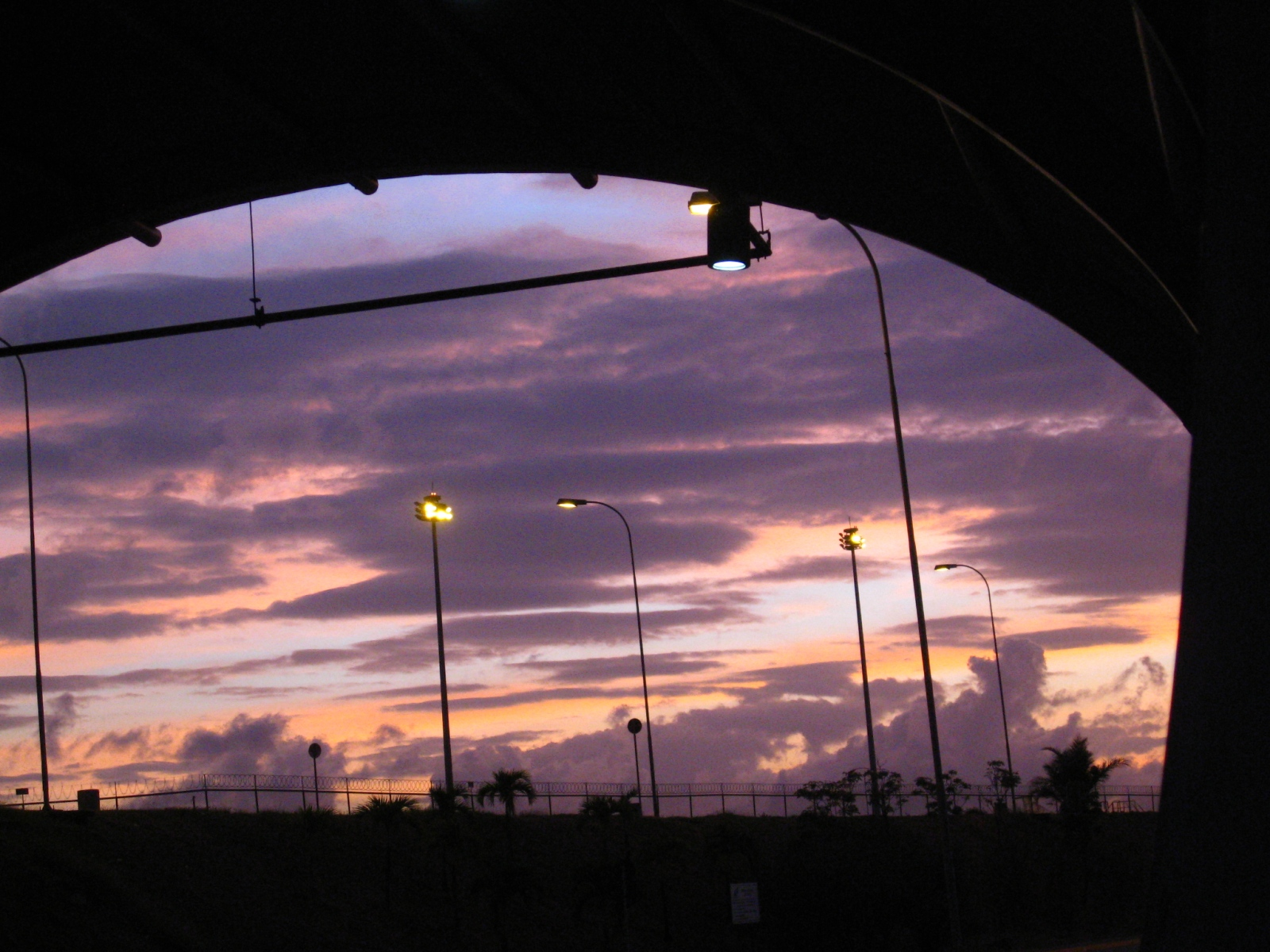
Sonnenuntergang in Montes Claros
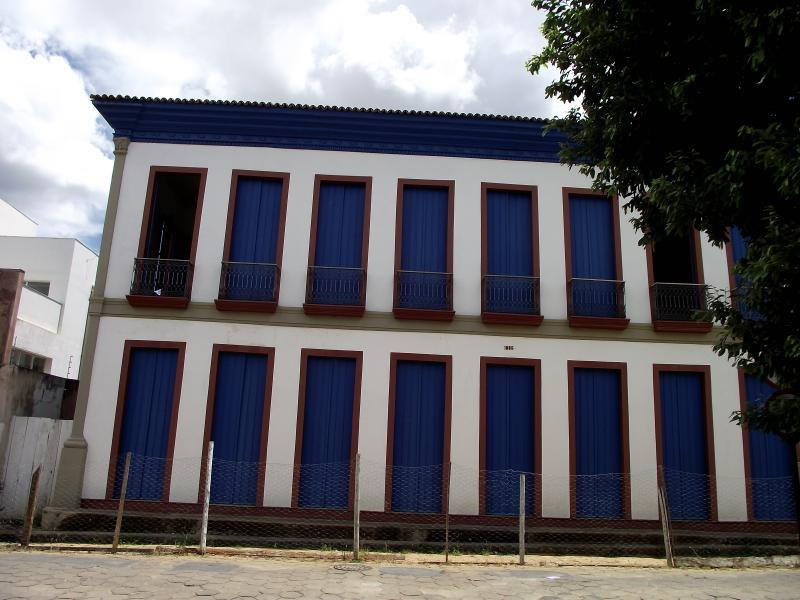
Historisches Gebäude in Montes Claros
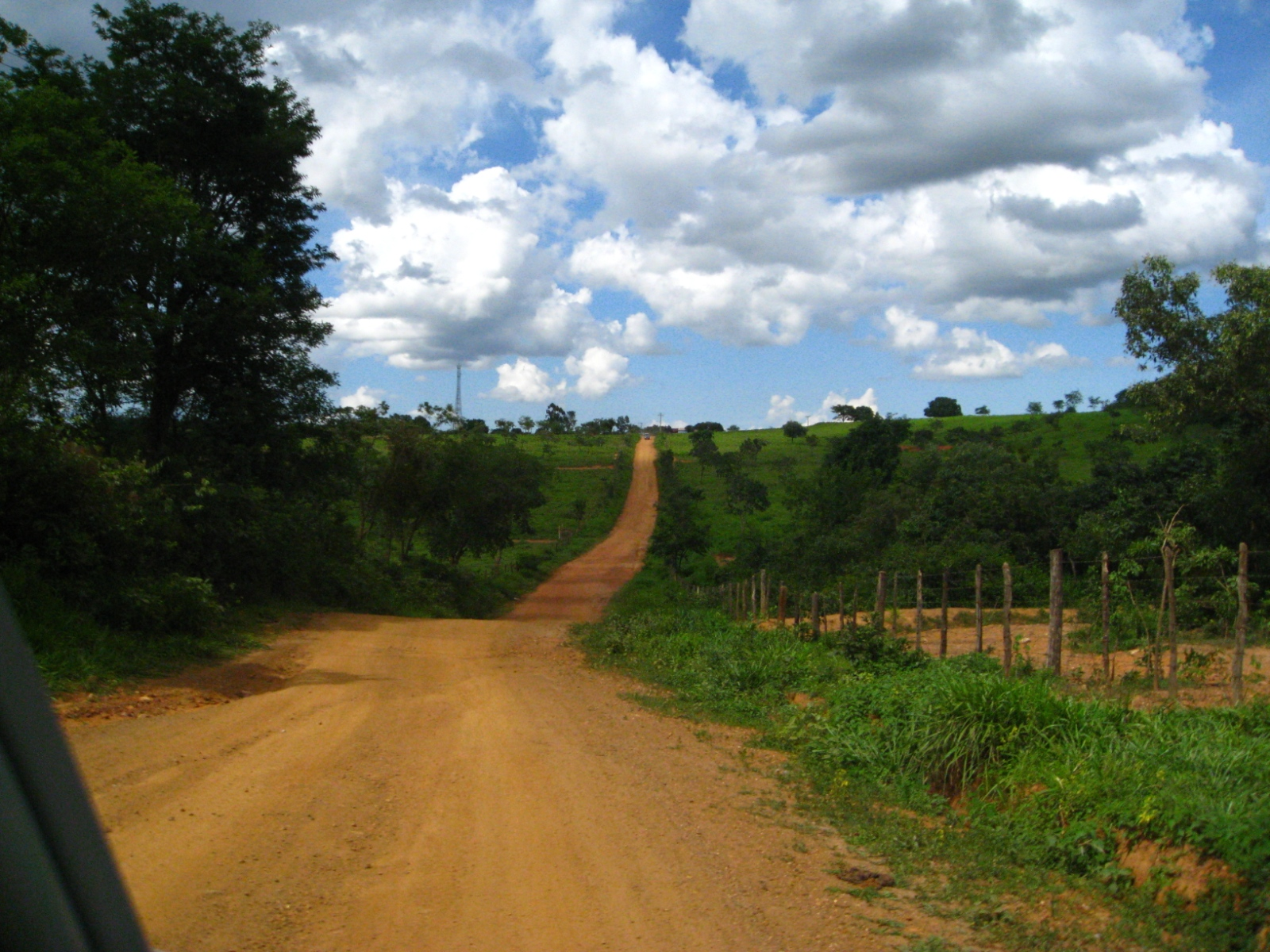
Straße in der ländlichen Gegend von Montes Claros
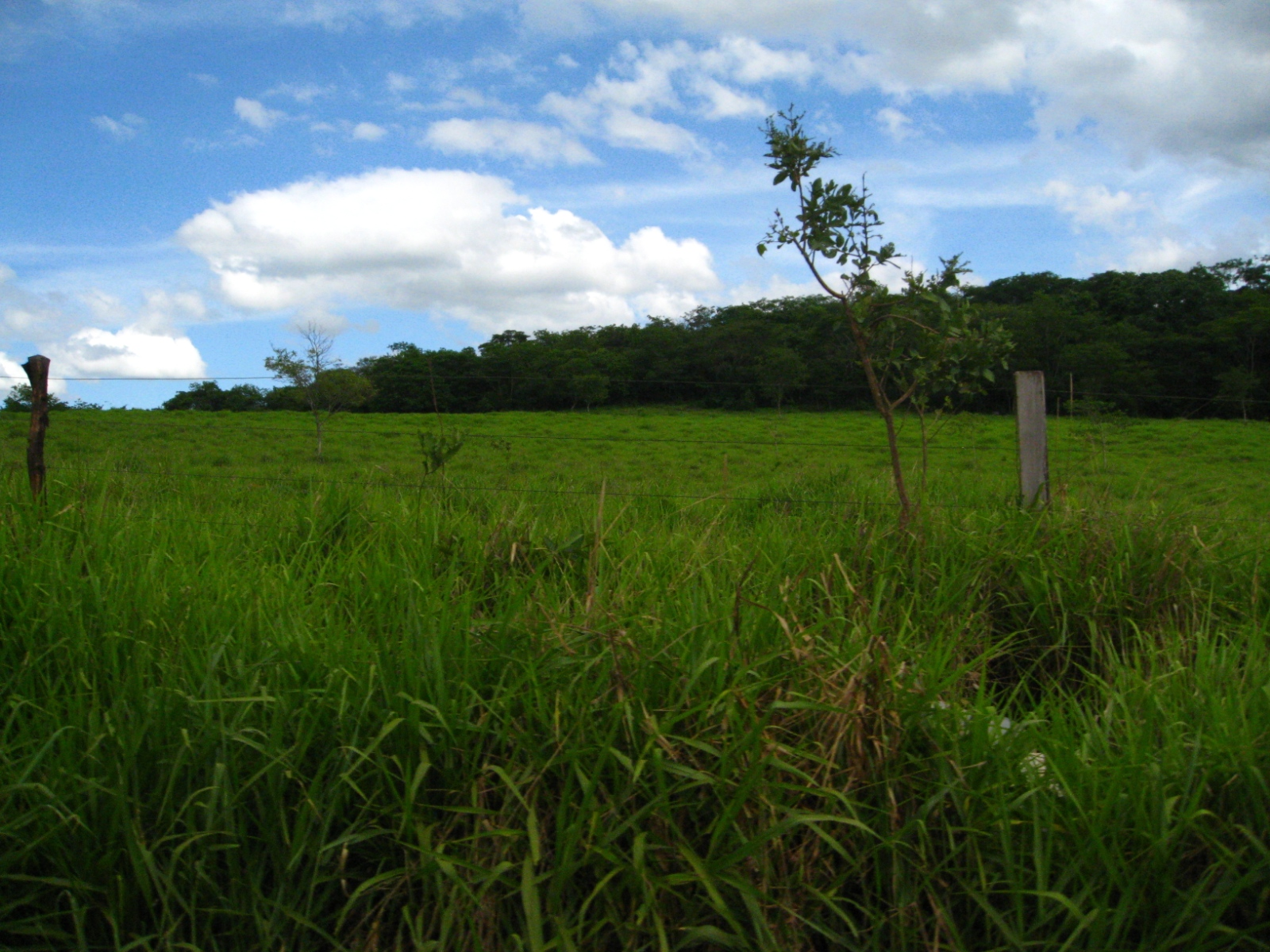
Eine Farm in Montes Claros